# Jan Hugens

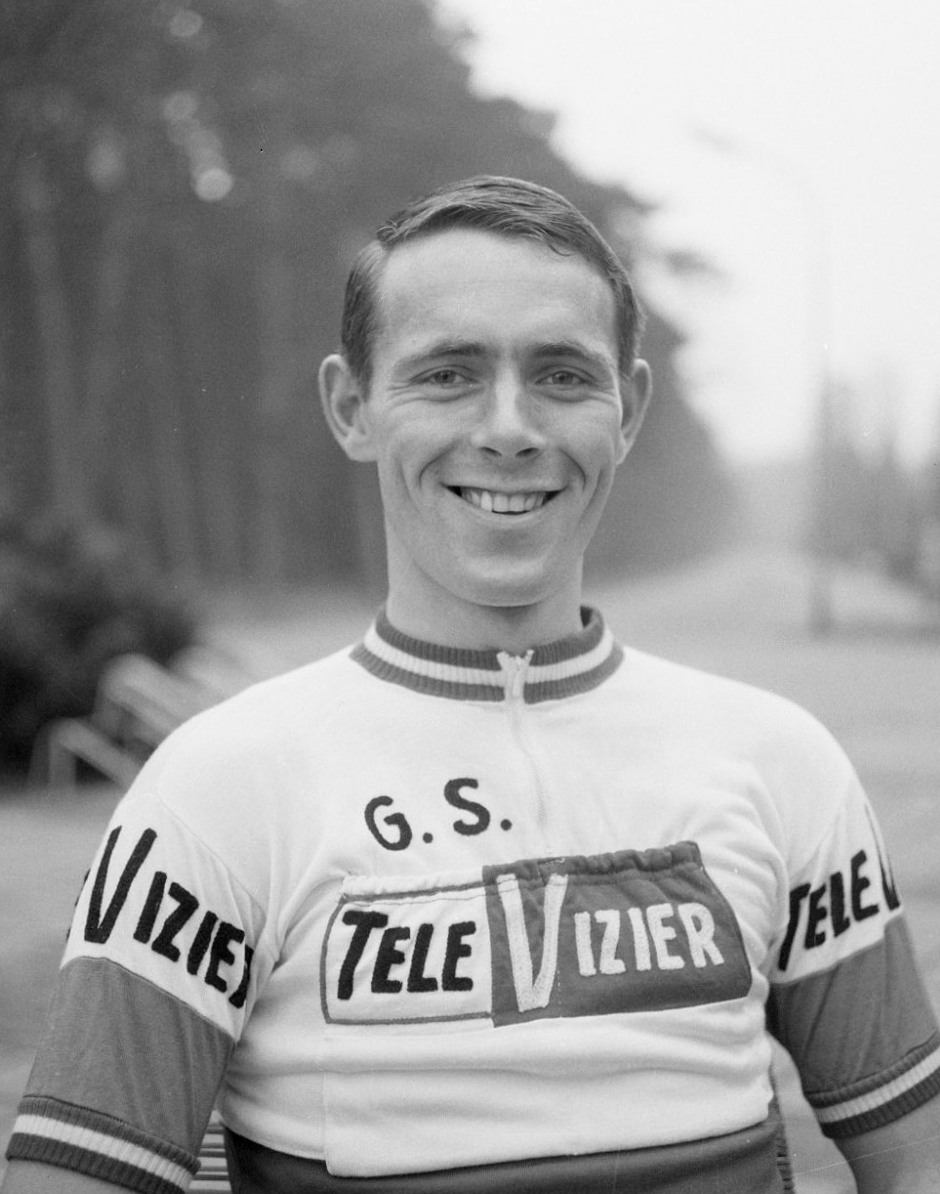
Jan Hugens 1964

Johannes Joseph „Jan“ Hugens (* 22. März 1939 in Heerlen; † 12. März 2011 in Amstenrade, Provinz Limburg) war ein niederländischer Radrennfahrer.

## Sportliche Laufbahn
Hugens war Teilnehmer der Olympischen Sommerspiele 1960 in Rom. Im olympischen Straßenrennen wurde er beim Sieg von Wiktor Kapitonow als 38. klassiert. Im Mannschaftszeitfahren wurde er mit dem Vierer der Niederlande mit René Lotz, Ab Sluis und Lex van Kreuningen Vierter.
Als Amateur konnte er zwei Etappensiege bei der Tour de l’Avenir 1962 erringen und wurde Achter der Gesamtwertung. 1958 und 1959 hatte er eine Etappe in der Olympia’s Tour gewonnen. 1960 konnte er zwei Etappen der Österreich-Rundfahrt für sich entscheiden.
Nach Olympia wurde er Unabhängiger und fuhr ab 1962 als Berufsfahrer im niederländischen Radsportteam Locomotief-Vredestein. 1965 fuhr er für das deutsche Team Torpedo.
1962 (vor Sigi Renz) und 1964 (vor Franco Bitossi) gewann er die Vier-Kantone-Rundfahrt in der Schweiz, 1965 den Großen Preis der Dortmunder Union-Brauerei. 1966 wurde er Dritter im Amstel-Gold-Race, wobei ihn ein Schaltungsschaden im Endspurt um seine Chancen brachte.
In der Vuelta a España 1961 und im Giro d’Italia 1966 schied er jeweils aus. Im Rennen der UCI-Straßen-Weltmeisterschaften 1958 wurde er 15. bei den Amateuren, 1962 und 1963 schied er aus.
Nach der Saison 1968 beendete er seine Laufbahn.

## Berufliches
Nach seiner Sportkarriere arbeitete Hugens im Straßenbau und als Schulhausmeister.